# Komish-Zoria
Komish-Zoria (en ucraniano: Комиш-Зоря, romanizado: Komysh-Zoria; en ruso: Камыш-Заря, romanizado: Kamish-Zaria) es un pueblo ucraniano perteneciente al óblast de Zaporiyia. Situado en el sur del país, forma parte del raión de Pologi y es centro del municipio (hromada) de Komish-Zoria.
El asentamiento se encuentra ocupado por Rusia desde el 2 de marzo de 2022 como parte de la invasión rusa de Ucrania. 

## Geografía
Komish-Zoria se encuentra en la estepa entre Zaporiyia y Mariúpol, 5 km al sureste de Bilmak y 140 km al sureste de Zaporiyia. 

## Historia
El pueblo fundado en 1905 como Tsarekostiantinovka (en ucraniano: Царекостянтинівка), cuando se estaba construyendo junto a él el ferrocarril Oleksandrivsk-Volnovaja-Yuzivka. En los años 1909-1910 se formó la granja Komish y en 1928-1937, se formó el asentamiento de trabajo de Zoria. 
En 1938, la granja de Kamish y el asentamiento laboral de Zaria se fusionaron en el asentamiento de tipo urbano de Kamish-Zaria, o en ucraniano Komish-Zoria.
Durante la Segunda Guerra Mundial, los nazis destruyeron por completo el cruce ferroviario junto con edificios residenciales y locales comerciales.
En 1974, la estación de tren Tsarekonstantinovka pasó a llamarse Komish-Zoria.
Hasta julio de 2020, Komish-Zoria formó parte del raión de Bilmak. Como resultado de la reforma de 2020 de las divisiones administrativas de Ucrania, en julio de 2020 el número de raiones del óblast de Zaporiyia se redujo a cinco y se incluyó en el raión de Pologi.En 2023, Komish-Zoria perdió el estatus de asentamiento de tipo urbano debido a la eliminación en la legislación ucraniana de este estatus administrativo.
En el marco de la invasión rusa de Ucrania, Komish-Zoria fue tomada por tropas rusas el 2 de marzo de 2022. El 18 de noviembre de 2022 por la noche, se supo que una familia había sido brutalmente asesinada por soldados rusos.

## Demografía
La evolución de la población de Komish-Zoria entre 1959 y 2021 fue la siguiente:
| 3025                                                          | 2734 | 2826 | 2412 | 2332 | 2275 | 2272 | 2188 | 2090 |
| (Fuente: Cities & Towns of Ukraine y UKRAINE: Größere Städte) |      |      |      |      |      |      |      |      |

Según el censo de 2001, la lengua materna de la mayoría de los habitantes, el 93,66%, es el ucraniano; del 6,14% es el ruso.

## Infraestructura

### Transporte
Komish-Zoria está en la carretera H08 que conecta Zaporiyia y Mariúpol. La estación de trenes es un cruce ferroviario que está conectado con Zaporiyia a través de Pologi, Melitópol a través de Tokmak y Mariúpol.  